# The Time (együttes)
A The Time egy amerikai popegyüttes Minneapolisból. Az együttes 1981-ben alakult meg.

## Diszkográfia
- The Time (1981)
- What Time Is It? (1982)
- Ice Cream Castle (1984)
- Pandemonium (1990)
- Condensate (2011)

## Fordítás
- Ez a szócikk részben vagy egészben  a   The Time (band) című angol Wikipédia-szócikk fordításán alapul.  Az eredeti cikk szerkesztőit annak laptörténete sorolja fel. Ez a jelzés csupán a megfogalmazás eredetét és a szerzői jogokat jelzi, nem szolgál a cikkben szereplő információk forrásmegjelöléseként.